# Стефан VIII
У джерелах до 1960-х років цього папу іноді називають Стефан IX, у той час як Стефана VII іноді називають Стефан VIII. Див. Стефан II (обраний папа) для детальніших пояснень.
Стефан VIII (IX) (лат. Stephanus; ? — жовтень 942, Рим, Папська держава) — сто двадцять сьомий папа Римський (14 липня 939 — жовтень 942), за походженням германець. Був обраний завдяки впливу Альберіха II, фактичного правителя Риму.